# Euro Cup 1997
L'Euro Cup 1997 est la 2e édition de l'Euro Cup.

## Clubs participants
- Brussel Black Angels  Belgique
- Tournai Cardinals  Belgique
- Roskilde Kings  Danemark
- Saint-Gallen Vipers  Suisse

## Calendrier et Résultats
| Qualifié en finale |

### Groupe A
| Groupe A       |      |      |      |     |          |            |
| Club           | Vic. | Nuls | Déf. | Pts | Pts pour | Pts contre |
| Roskilde Kings | 0    | 0    | 0    | 0   | 0        | 0          |
| -              | 0    | 0    | 0    | 0   | 0        | 0          |

### Groupe B
| Groupe B             |      |      |      |     |          |            |
| Club                 | Vic. | Nuls | Déf. | Pts | Pts pour | Pts contre |
| Saint-Gallen Vipers  | 2    | 0    | 0    | 6   | 81       | 28         |
| Brussel Black Angels | 0    | 0    | 1    | 0   | 28       | 50         |
| Tournai Cardinals    | 0    | 0    | 1    | 0   | 0        | 31         |

- 12 avril 1997 :

Vipers 50-28 Black Angels
- 26 avril 1997 :

Cardinals 0-31 Vipers

### Finale
- 1997 :

Kings -

## Source
- (de) www.safv.ch